# Kyjov (Vihorlatské vrchy)
Kyjov je vrchol ve Vihorlatských vrších o nadmořské výšce 821 m na jižním okraji náhorní plošiny.
 Vznikl až během nejmladší doby sopečné činnosti. Porost zde tvoří pralesní bučiny.
V okolí vrchu se nachází Národní přírodní rezervace Kyjovský prales, vyhlášená v roce 1974 na výměře 397,42 ha s 5. stupněm ochrany přírody, která chrání bukové pralesy s více než 200letými exempláři a jiné cenné listnáče, které se zde zachovaly. Území zároveň patří mezi Evropsky významné lokality.
Samotný vrchol Kyjova je zalesněný a nenabízí výhledy. Nachází se zde schránka s vrcholovou knihou.

## Turismus
Na vrchol nevede žádná oficiální turistická značka, protože vrch se nachází na území Vojenského obvodu Valaškovce. Přístup existuje po neoficiální červené značce, která začíná nad obcí Porúbka na asfaltové silnici spojující zmíněnou obec s oblastí Vinianského jezera u obce Vinné. Prochází vedle dvou partyzánských bunkrů, přes Pirnagův vrch (644 m n. m.), Kyjov, vrch Rozdielňa (784,7 m n. m.), Malý Peňažník (738,4 m n. m.) a končí až na nejvyšším vrcholu Vihorlat (1075,5 m n. m.). Nejlehčí je výstup z obce Porúbka.

## Pravidelné akce
Pojď na Podhoroď
Pořadatel: Turistický klub LOKO Humenné
Termín konání: květen
Trasa: Podhoroď- Strihovské sedlo - Sninský kámen - Vihorlat - Kyjov - Porúbka
Druh akce: pěší turistika
Turistický klub LOKO Humenné pořádá každoročně v květnu, od roku 1986, tradiční vícedenní pěší turistický přechod Vihorlatských vrchů, pod názvem Pojď na Podhoroď, při kterém se prochází celý hlavní hřeben Vihorlatských vrchů.

## Galerie

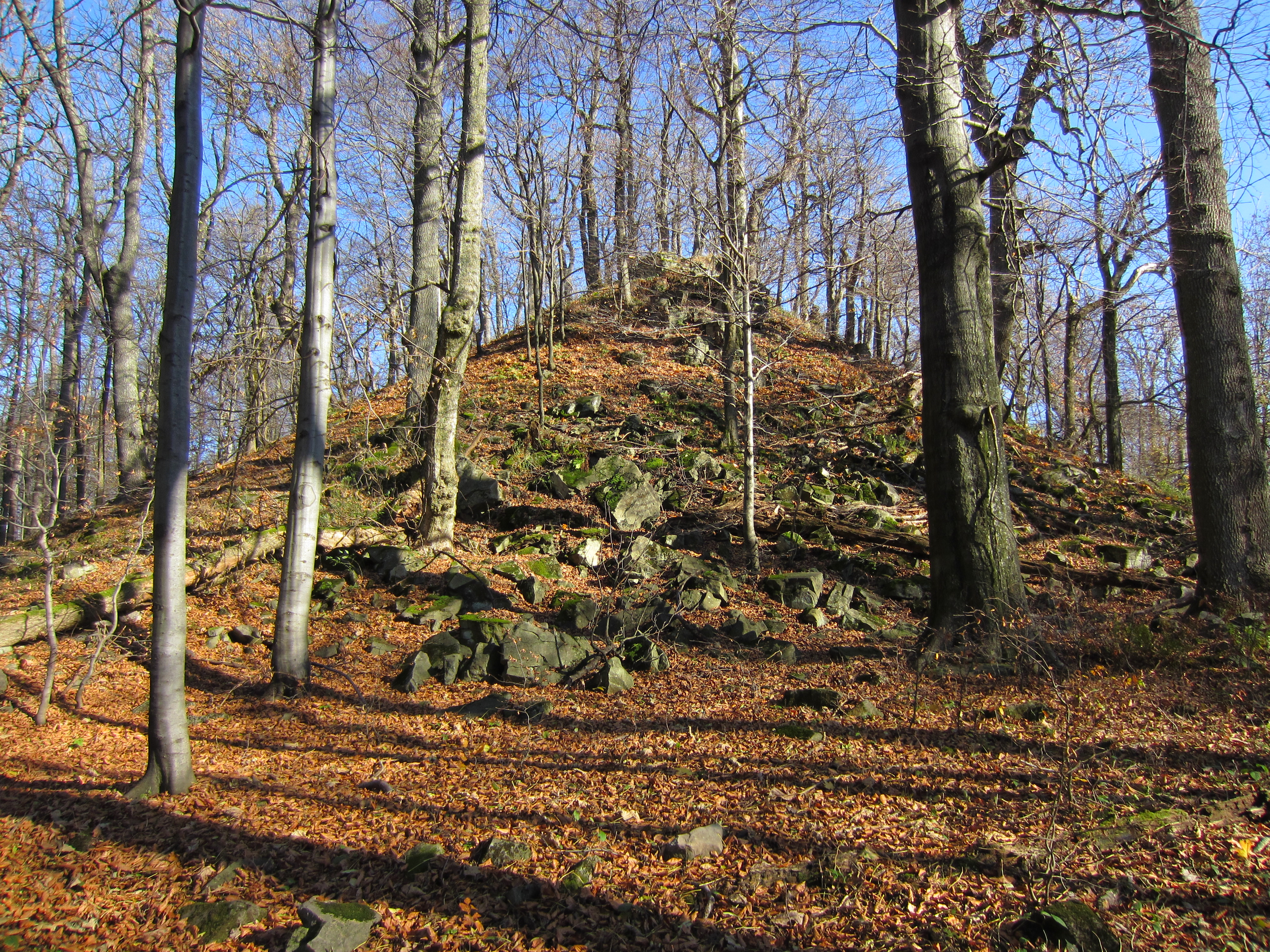
Pohled na skalnatý vrchol Kyjova
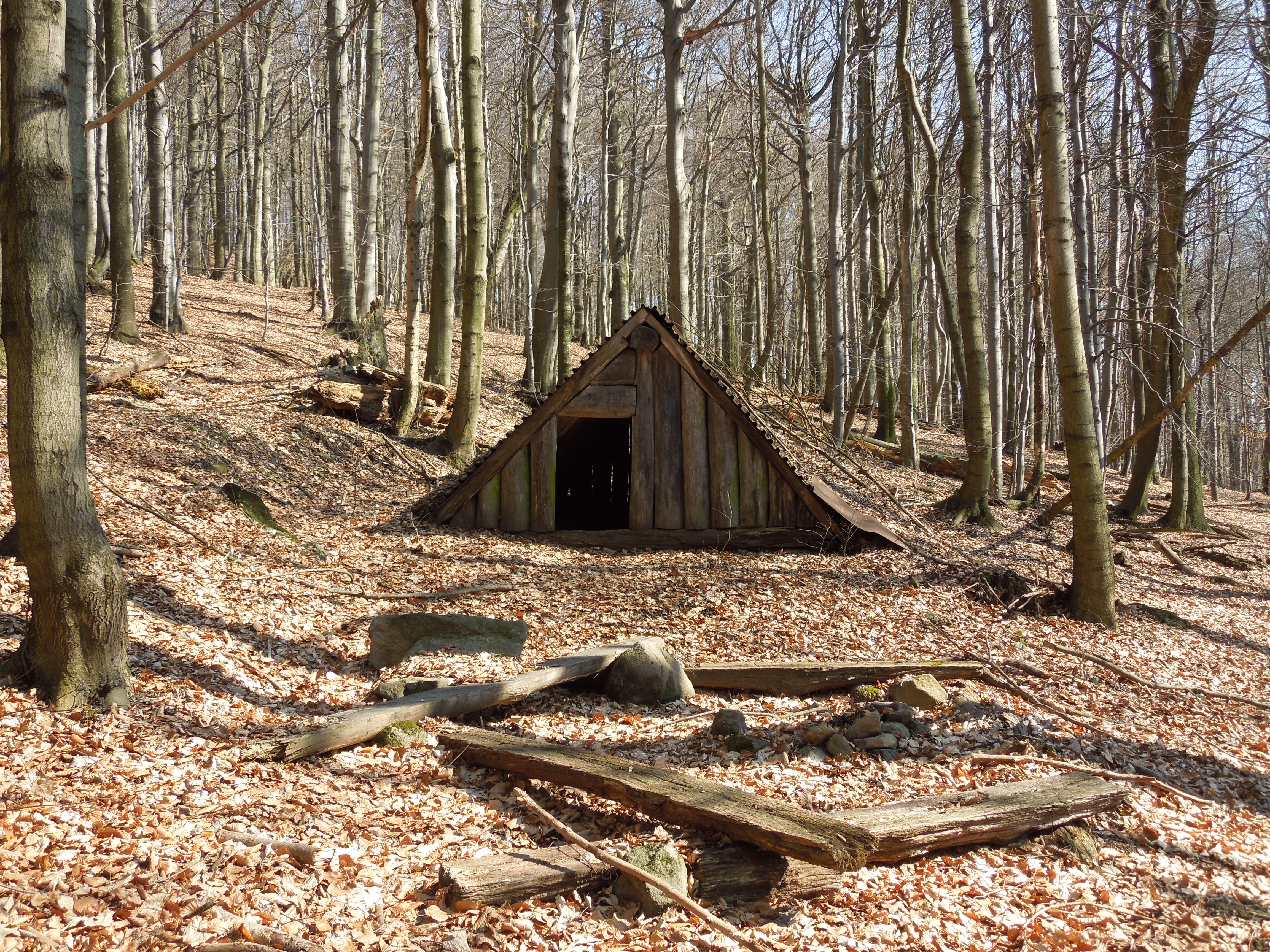
Partyzánský bunkr pod Kyjovem
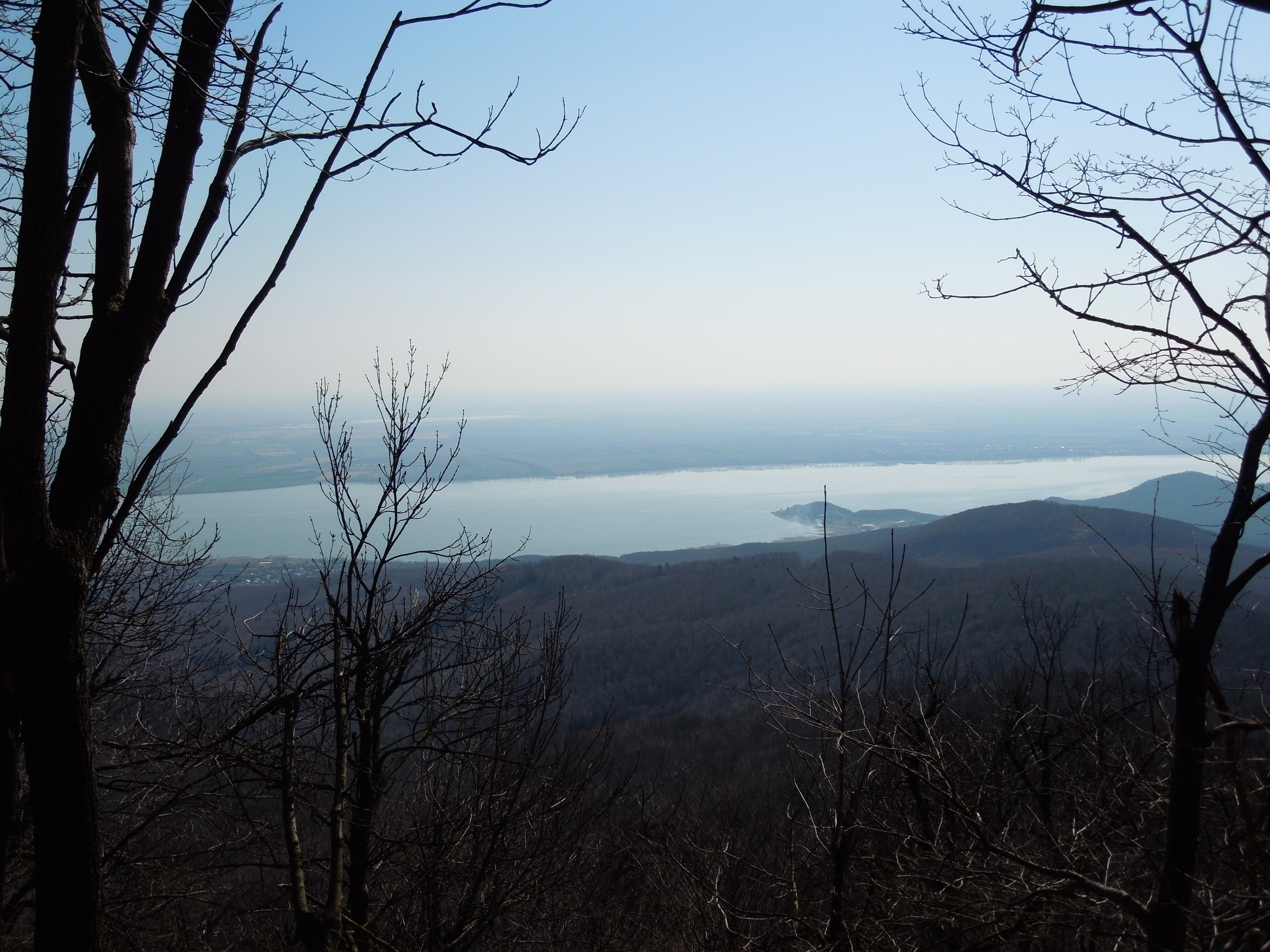
Pohled na Zemplínskou šíravu od Kyjova
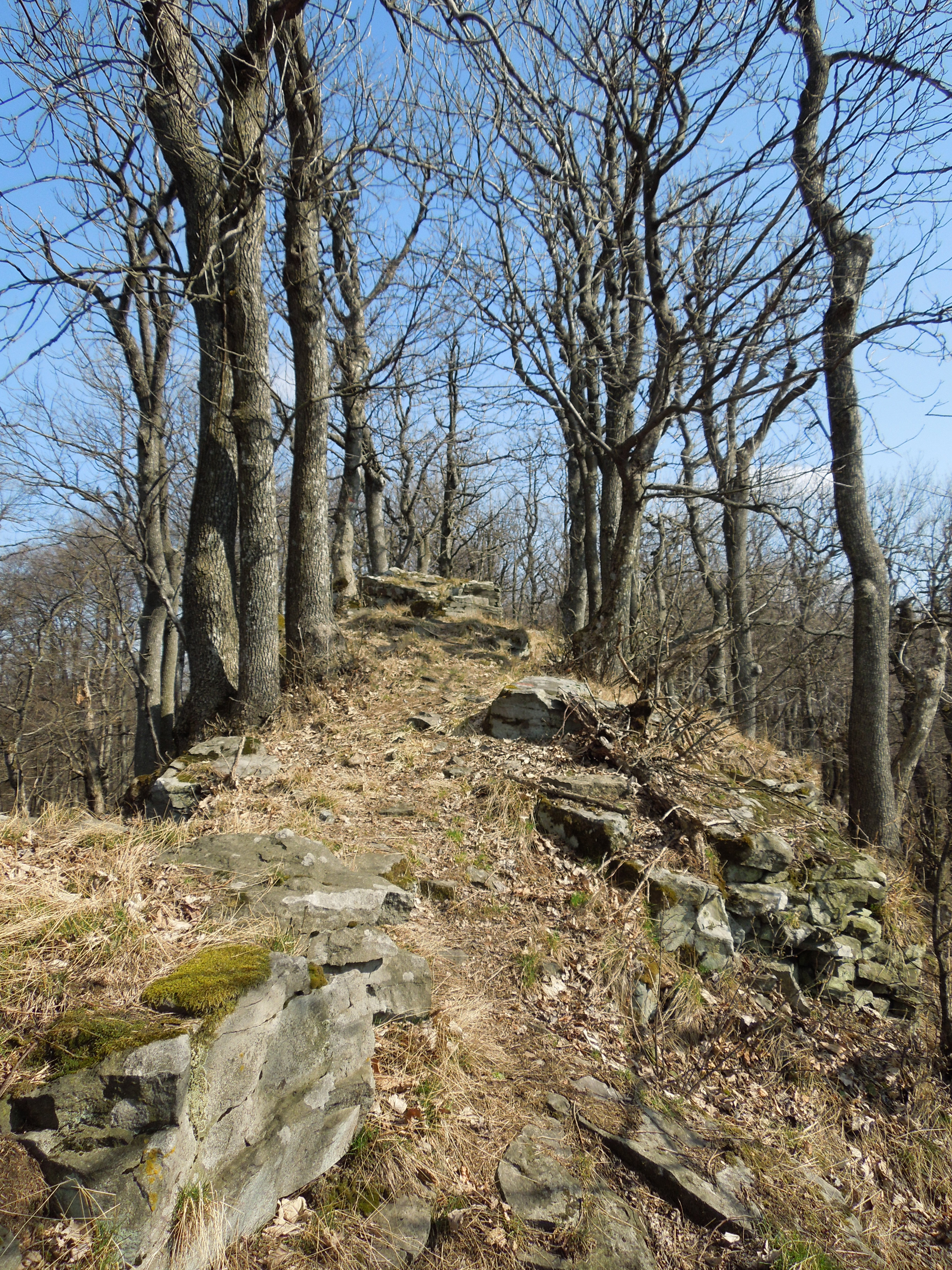
Vrchol Kyjova
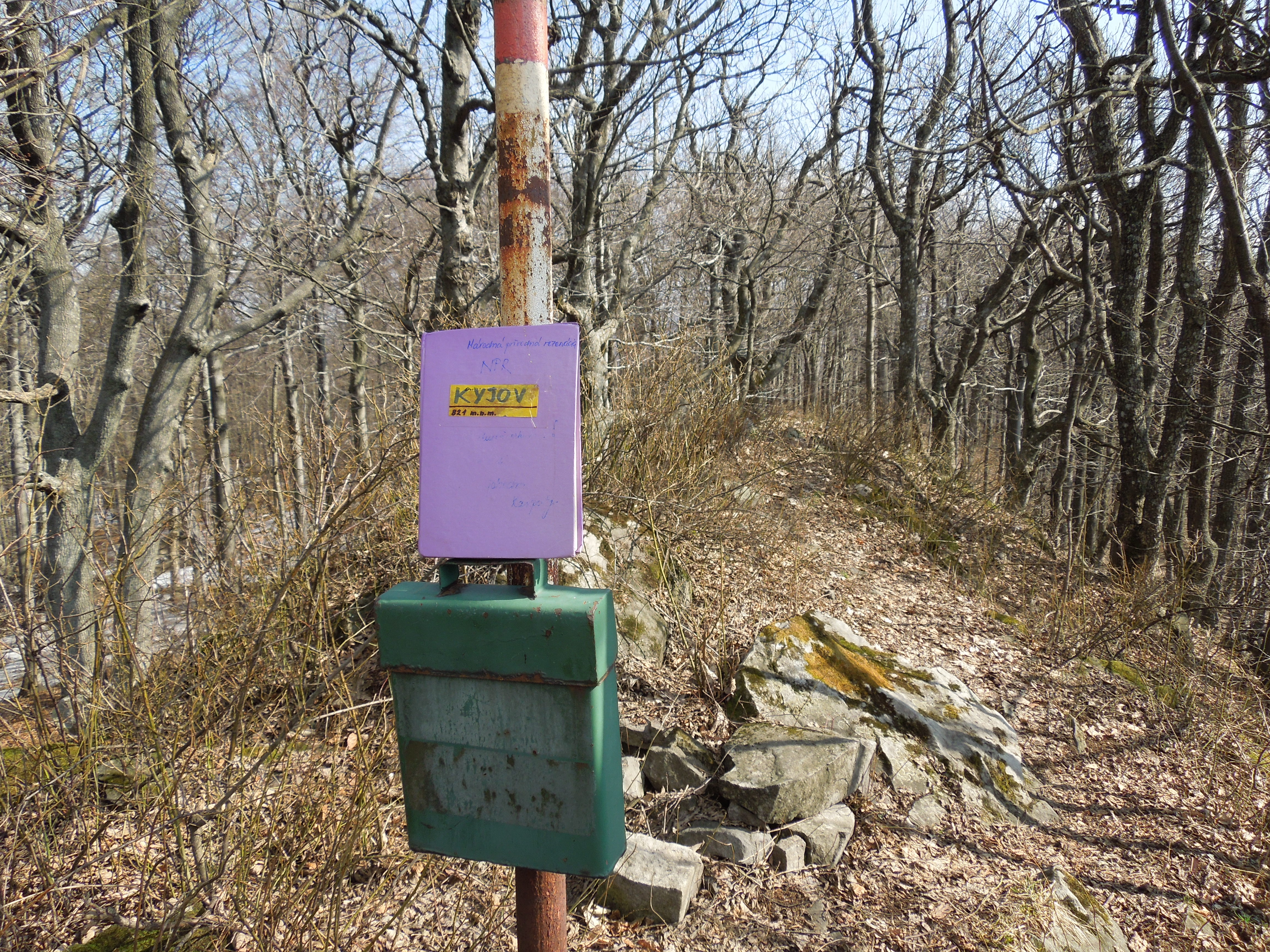
Schránka s vrcholovou knihou na vrchole Kyjova
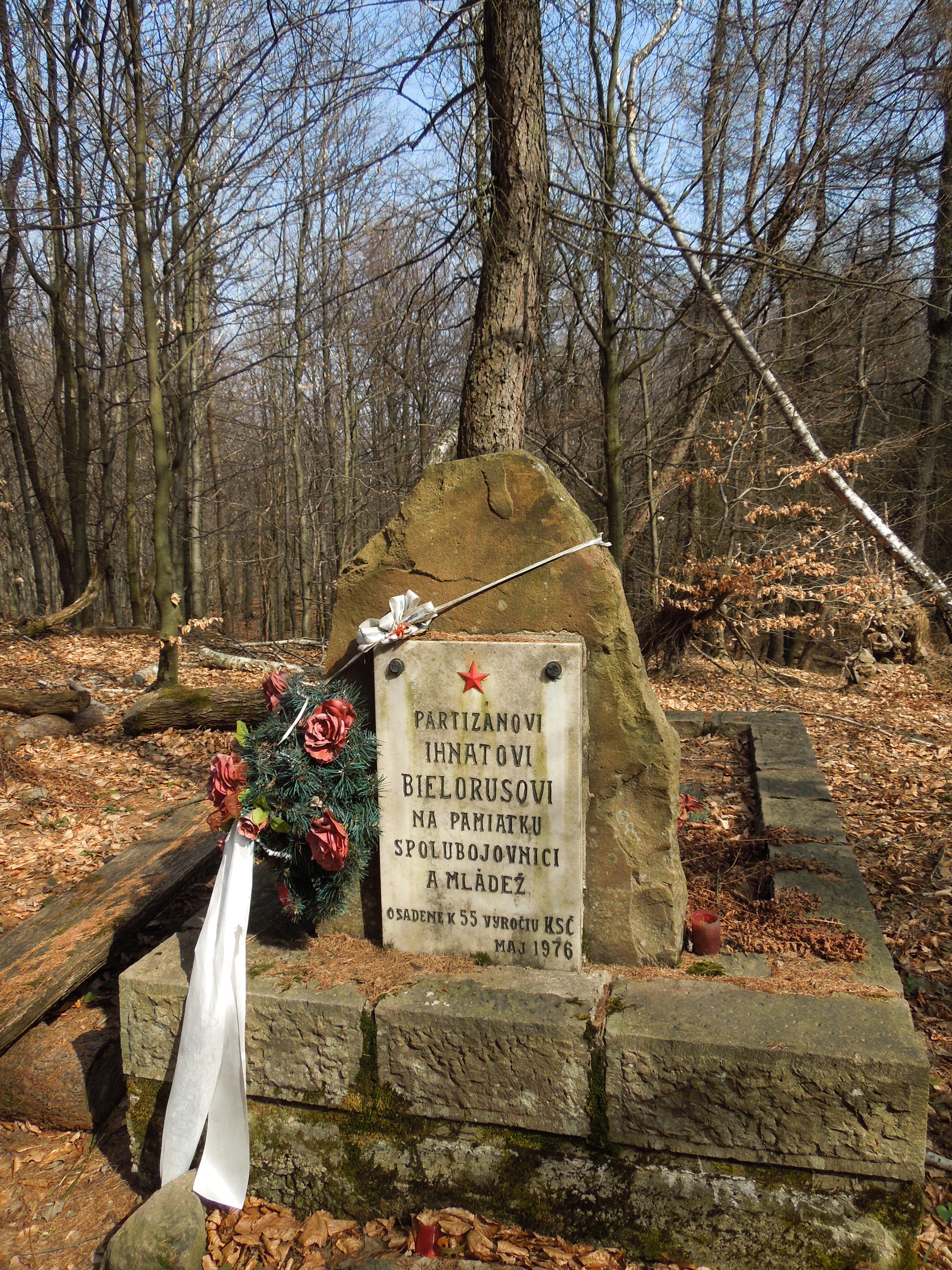
Hrob padlého partyzána Ihnata Bielorusa, nacházející se na neoficiálně značeném chodníku vedoucím přes Kyjov
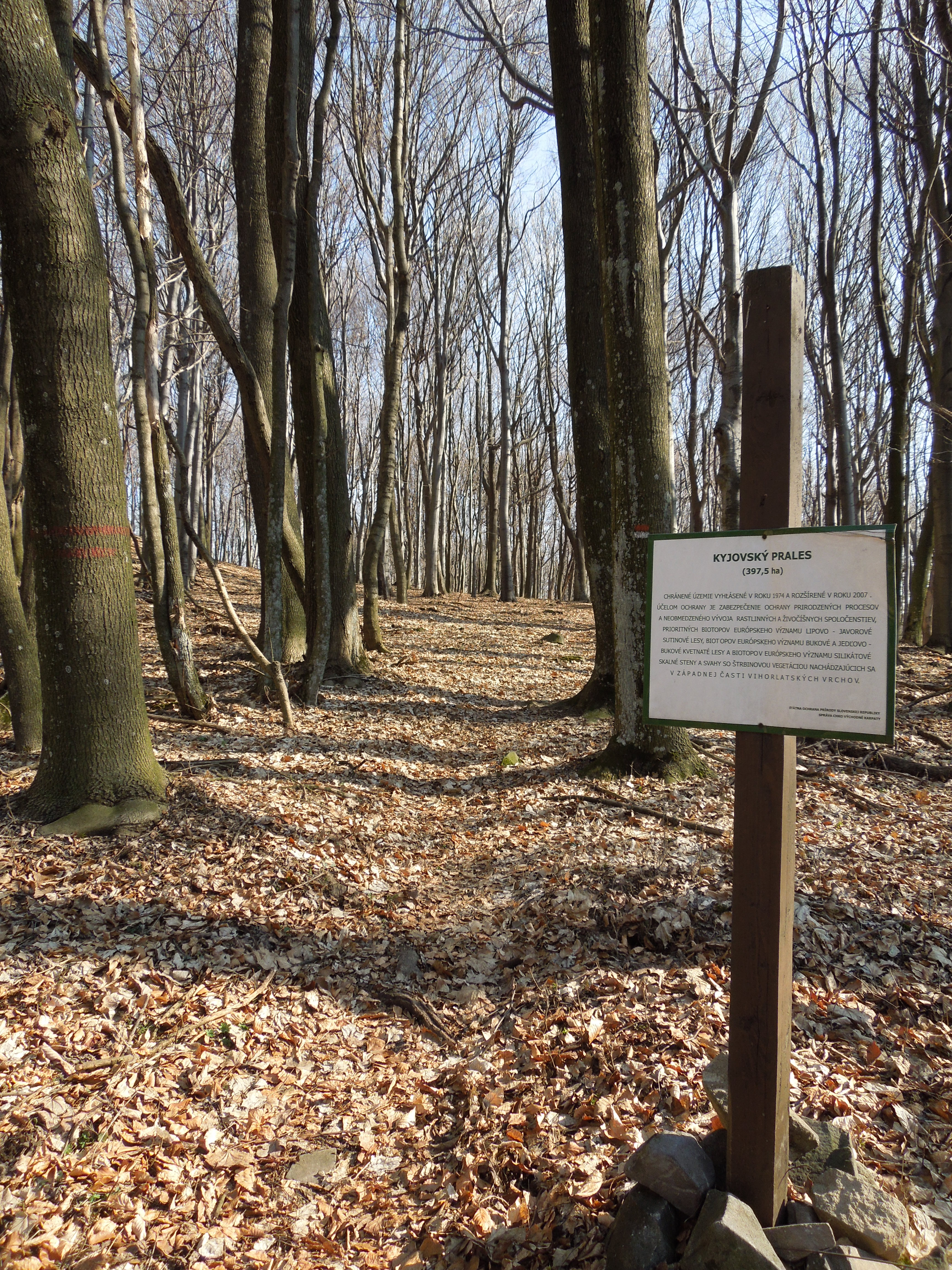
Informační tabule označující chráněné území Kyjovský prales
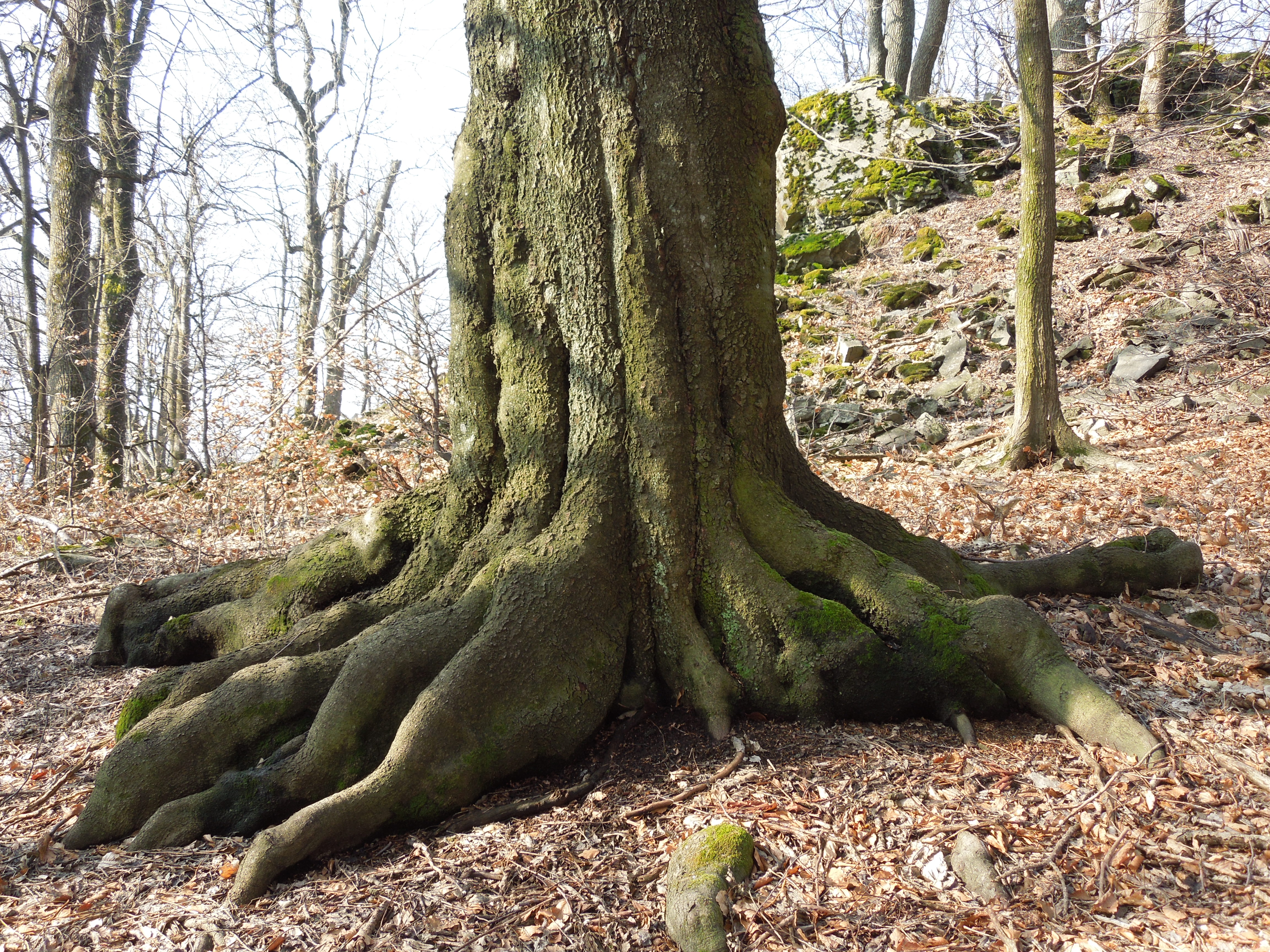
Kmen starého stromu s obrovskými kořeny v Kyjovském pralese
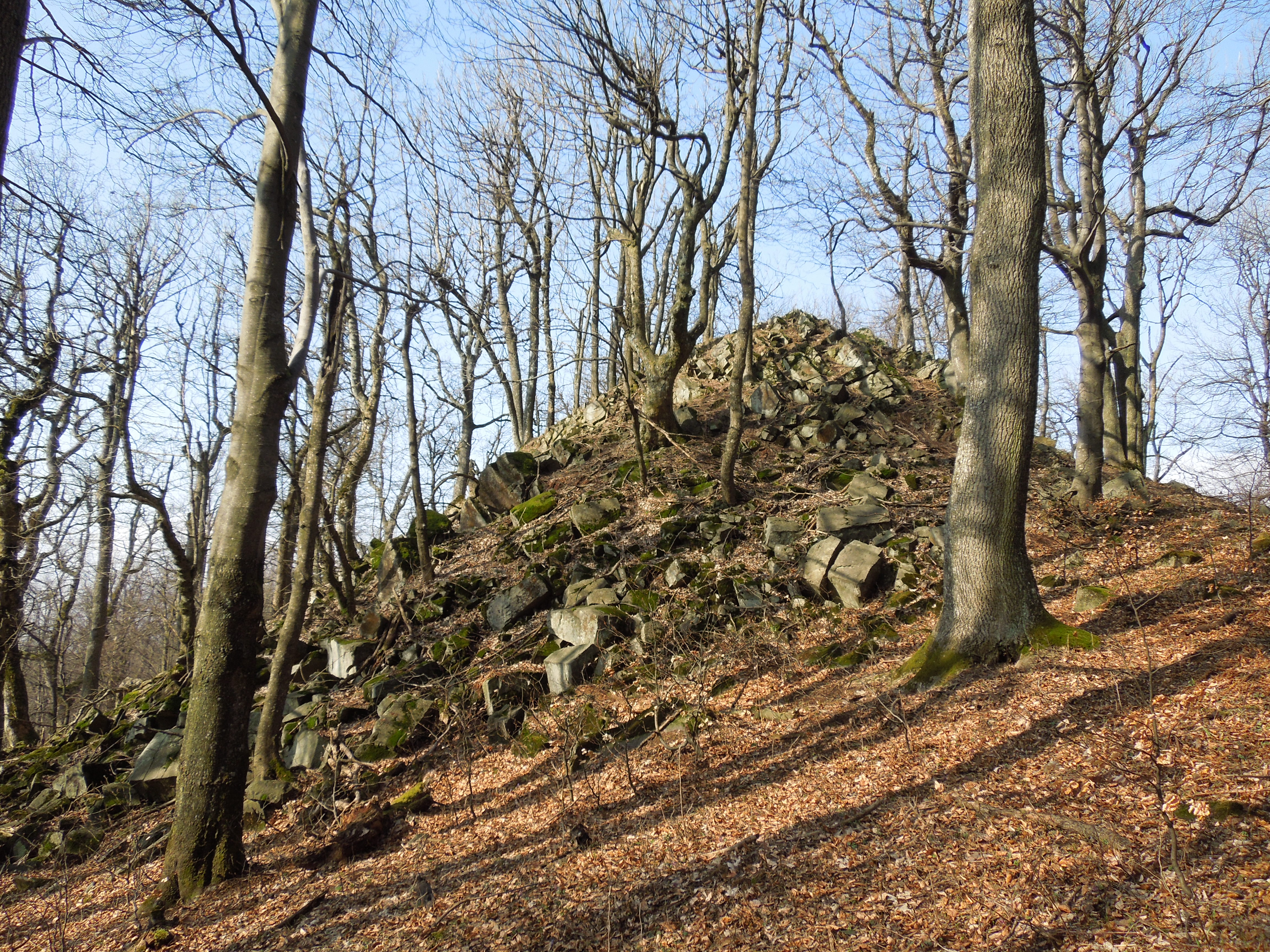
Pohled na skalnatý vrchol Kyjova